# Gap (przedsiębiorstwo)

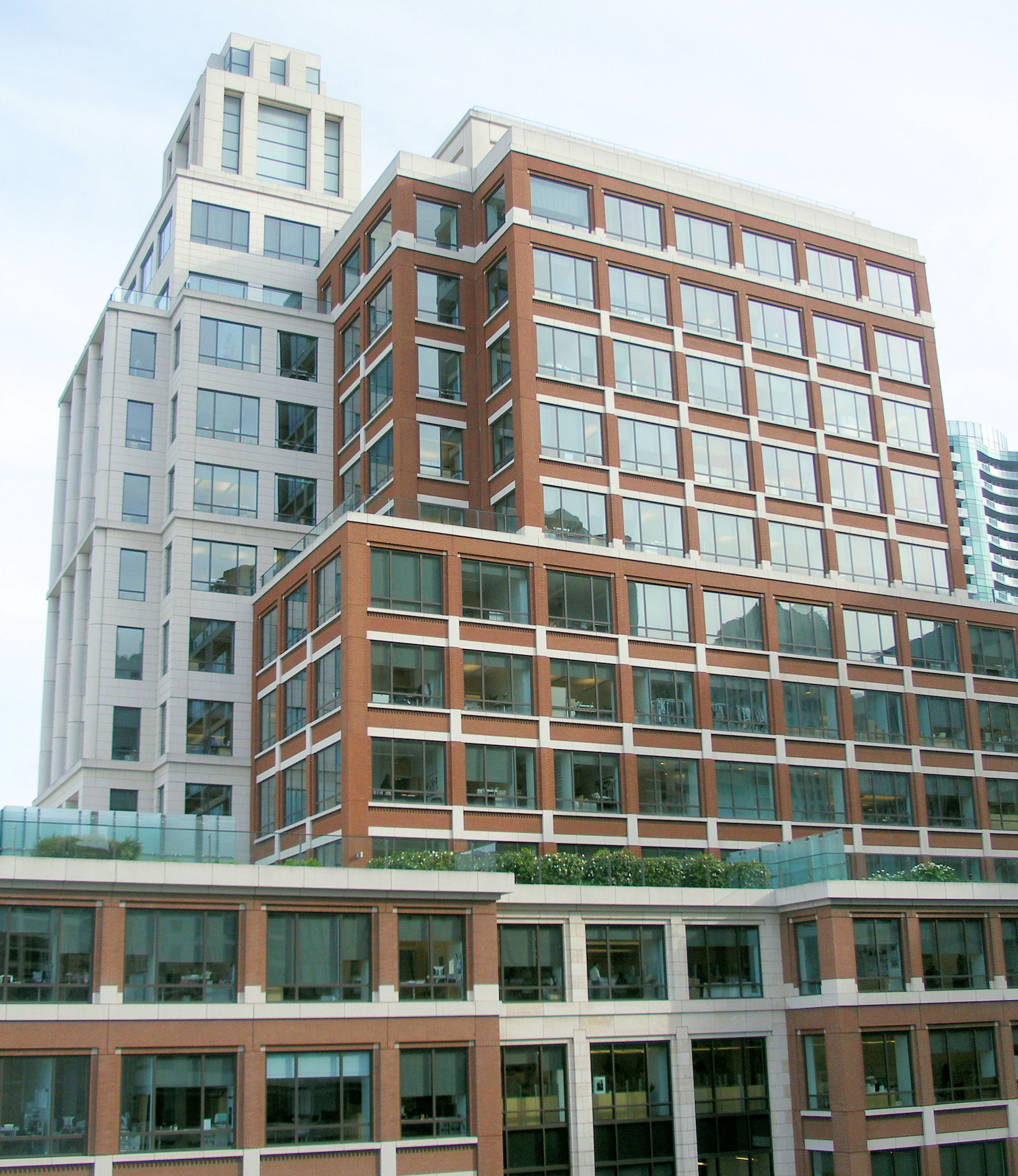
Siedziba Gap Inc. w San Francisco

Gap Inc. – największa sieć handlowa, sprzedającą odzież w Stanach Zjednoczonych. Posiadana przez przedsiębiorstwo sieć sklepów, o tej samej nazwie - GAP - operuje m.in. w Stanach Zjednoczonych, Kanadzie, Wielkiej Brytanii, Francji oraz Japonii. W Polsce sklepy GAP działały od 2011 do 2015 roku i ponownie od 2024 roku. GAP Inc. również posiada sieci sklepów odzieżowych pod markami takimi jak: Old Navy, Banana Republic oraz Forth & Towne.

## Historia
Gap został założony w 1969 roku przez Donalda i Doris Fisher. Nazwę swoją GAP zawdzięcza socjologicznemu określeniu rosnących różnic pomiędzy dziećmi i dorosłymi, które to osiągnęły szczyt intensywności podczas lat ruchów hippisowskich. 
Założyciele GAP - Fisherowie - byli sfrustrowani z powodu braku porządnej obsługi klienta i modnych stylów w dostępnych w tamtych czasach sieciach handlujących odzieżą. 
Jednym z oryginalnych motto GAP było w tym czasie Levi's dla chłopaków i dziewczyn. Około 1982 GAP zaczął się skupiać na własnej, prywatnej marce i linii ubrań i pomiędzy 1991/92 firma przestała sprzedawać wyroby firmy Levi's. 
Do 2 kwietnia 2005 GAP Inc. miał ok. 150 tys. pracowników i posiadał 3005 sklepów na całym świecie.
Donald Fisher opuścił stanowisko zarządu GAP Inc. i w 2004 przeszedł na emeryturę, zastąpił go jego syn, Robert Fisher. Rodzina Fisher w sumie posiada około 25% akcji całej kompanii. Obecnym CEO Gap Inc. jest Paul Pressler, który poprzednio kierował parkami Disneya.
Banana Republic, pierwotnie wysyłkowy sprzedawca odzieży wzorowanej na stylu safari, została zakupiona przez Gap Inc. w 1983 roku i później przekształcona w firmę odzieżową wyższej kategorii. 
Old Navy zostało otwarte w 1994 jako sieć o bardziej przystępnych cenach i swoistym stylu. 
W grudniu 1995 GAP został pierwszą dużą północnoamerykańską firmą, która przyjęła zewnętrzny monitoring czasu i warunków pracy w fabryce produkującej jej artykuły odzieżowe. Przyjęcie zewnętrznej kontroli było związane z międzynarodową kampanią krytyki w mediach oraz naciskami konsumentów, które zostały zorganizowane w Kanadzie przez Maquila Solidarity Network i UNITE. W USA, kampania była koordynowana przez National Labor Committee (Narodowy Komitet Pracy).
W 2004, GAP sprzedał wszystkie swoje niemieckie sklepy szwedzkiej firmie H&M, głównemu konkurentowi GAP w Europie.
We wrześniu 2004, GAP ogłosił utworzenie nowej sieci Forth & Towne - pierwszy sklep otworzony został w sierpniu 2005 w Palisades Center w West Nyack, w stanie Nowy Jork. Docelową grupą klientów sieci mają być kobiety powyżej 35 lat.

## Zarządzanie korporacyjne
Obecni członkowie komisji dyrektorów GAP Inc. to: Howard Behar, Adrian Bellamy, Domenico De Sole, Donald Fisher, Doris F. Fisher, Robert J. Fisher, Penelope Hughes, Bob L. Martin, Jorge Montoya, Paul Pressler, James Schneider, Mayo Shattuck, oraz Margaret Whitman.

## Krytyka firmy
Rosła krytyka dotycząca warunków pracy w fabrykach GAP. Wiosną 2003, GAP razem z 21 innymi kompaniami, został oskarżony w procesie przez pracowników fabryk w Sainpan o złe warunki pracy, nieudokumentowanie godzin nadliczbowych, za które pracownicy nie byli wynagradzani oraz wymuszanie aborcji wśród pracowniczek. Została osiągnięta ugoda w postaci wypłaty 20 mln dolarów. Gap jednak stoi na stanowisku, że oskarżenia były bezpodstawne oraz uznaje, że prowadzenie przez sąd sprawy wszystkich kompanii razem podczas procesu było niesprawiedliwe. 

## Rodzaje sklepów GAP
- Gap (ogólny)
- GapKids (dla dzieci)
- babyGap (dla niemowląt)
- GapBody (dla ciała, kosmetyki oraz bielizna)
- Gapmaternity (dla kobiet w ciąży)
- GapAccessories (z akcesoriami - torebki, buty, okulary, paski)
- The Gap Warehouse (podobny do OLD NAVY)
- GapMen (dla mężczyzn)

## Reklamy
W 1998, GAP zatrudnił reżysera teledysków Mika Millsa, aby stworzył kolekcję mocno oddziałujących wizualnie reklamówek promujących spodnie khaki. Wprowadzono w nich biały prostokąt, który został firmowym znakiem reklamówek GAP do dziś. W dodatku do używania unikalnych elementów wizualnych oraz popularnej muzyki, reklamy GAP wprowadziły elementy fotografii bullet time (reklamy "Khakis Swing") rok przed tym jak technologia ta została spopularyzowana przez film Matrix.
Alex Greenwald główny artysta z Phantom Planet zagrał w wielu popularnych telewizyjnych reklamach GAP.
Ostatnio, GAP zaczął zatrudniać sławnych artystów do swoich reklam, między innymi:Alanis Morissette, Daft Punk, Madonna, Joshua Chasez, Missy Elliott, Lenny Kravitz, Sarah Jessica Parker, Tweet, Mary J. Blige, Joss Stone oraz Michelle Williams.

## Product Red
Product Red jest inicjatywa, którą zapoczątkował muzyk rockowy Bono oraz Bobby Shriver z DATA (Debt AIDS Trade in Africa), aby zebrać pieniądze na Światowy Fundusz Walki z AIDS, Gruźlicą i Malarią. Shriver jest CEO przedsięwzięcia Product Red.
Inicjatywa została ogłoszona na Światowym Forum Ekonomicznym w Davos, w Szwajcarii 26 stycznia, 2006.
Product Red jest marką, której licencję posiada Gap oraz inne kompanie - American Express, Converse czy Giorgio Armani. Każda z kompanii stworzy produkt opatrzony logiem Product Red, a od 1 do 50% z przychodów z każdego z produktów przekazane zostanie na Światowy Fundusz (w zależności od firmy i produktu). 
Produktem GAP będzie linia koszulek t-shirt, które zostaną wyprodukowane w afrykańskim państwie – Lesotho z afrykańskiej bawełny. 
GAP Inc. tak opisało nowa inicjatywę: Sposób, w jaki robimy biznes jest tak samo ważny jak to, co robimy. GAP korzysta ze swojego doświadczenia, aby wykreować nowy, świetny produkt, który ludzie będą kochać i spowodować przez to pozytywną zmianę na lepsze. W dodatku do podziału dochodów ze Światowym Funduszem, również inwestujemy w Afrykę poprzez zakładanie fabryk w afrykańskich krajach. 
Popierając Product Red, GAP również tworzy specjalną kolekcję RED - zaczynając od całkowicie wyprodukowanych w Afryce koszulek t-shirt ikona i dzielenia się 50% dochodów ze Światowym Funduszem. Koszulka w stylu vintage będzie produkowana zarówno dla mężczyzn jak i kobiet w kolorach czerwonym i innych. Koszulki Product Red będą dostępne w USA i Wielkiej Brytanii na wiosnę 2006. 
Powiększoną kolekcja klasycznych produktów GAP - uwzględniająca produkty zainspirowane Product Red - zostanie wprowadzona w USA i Wielkiej Brytanii na jesień 2006.